# Bengt Persson (skådespelare)
Bengt Lennart Persson, född 18 augusti 1928 i Sundsvall, död 18 januari 1967 i Stockholm, var en svensk skådespelare.
Han var en av medlemmarna i Vårat gäng och gick under smeknamnet "Bullan". Persson är begravd på Skogskyrkogården i Stockholm.

## Filmografi
- 1942 – Vårat gäng
- 1944 – Hets